# Szubienica w Wołowie
Szubienica w Wołowie –  nieistniejąca dziś murowana szubienica wraz z miejscem straceń, położona ok. 1,5 km na południowy zachód od miasta, w kierunku wsi Mojęcice i Stobno, w pobliżu Szubienicznego Stawu (niem.: Galgen Teich). Zbudowana z kamienia szubienica miała konstrukcję cylindryczną, z trzema filarami na obwodzie, do których były przymocowane belki egzekucyjne. Do wnętrza prowadziło półkoliste wejście a dostęp do belek umożliwiała dostawiona drabina.
Poświadczono wykonanie tu pięciu egzekucji.
Na miedziorycie z roku 1662 przedstawiono 2 egzekucje (poprzedzone procesami sadowymi na Rynku) z 27 kwietnia 1661 roku i 2 lipca 1661 roku gdzie stracono 4 mężczyzn i 2 kobiety (przedstawieni w otokach u góry) poddając ich wyrafinowanym (ale typowym jak na ówczesne czasy) karom.
Pierwszej egzekucji zostali poddani Hans i Barbara Liehman wraz z synem Hansem za kradzieże, rabunki, cudzołóstwo, 23(!) morderstwa, podpalenia, kazirodztwo (kobieta), sodomię (syn). Hans (senior) został skazany na rwanie cęgami, wleczenie na miejsce kaźni, łamanie kołem od dołu (cięższa kara niż łamanie od góry, która szybciej przynosiła śmierć), ćwiartowanie; części ciała rozwieszono później przy głównych drogach; Barbarę rwano cęgami, potem ścięto, ciało kładąc na kole, przybijając głowę na palu; Hansa (juniora) ścięto i spalono wraz ze zwierzęciem.
Drugiej egzekucji zostali poddani Hans Hahn, Barbara Hahnin, George Wilde za morderstwa, kradzieże, rozboje na drogach, nierząd. Mężczyzn rwano cęgami, wleczono na miejsce kaźni, łamano kołem od dołu, i przywiązanych do słupów spalono; Barbarę rwano cęgami, ścięto, a jej ciało po zatknięciu głowy na pal położono na kole egzekucyjnym.
Szubienicę zlikwidowano najprawdopodobniej na początku XIX w.